# Aayla Secura
Vous lisez un « bon article » labellisé en 2016.
Personnage de fiction apparaissant dans
Star Wars.
Aayla Secura est un personnage de la saga cinématographique Star Wars. Originaire de la planète Ryloth, elle est formée dès son enfance à l’académie Jedi de la planète Coruscant. Devenue l’apprentie de Quinlan Vos, elle seconde ce dernier dans plusieurs missions qui les mettent régulièrement en péril notamment lors de deux enquêtes sur sa planète d’origine. Elle participe à la bataille de Géonosis qui déclenche la terrible Guerre des clones. Promue général durant cette guerre, elle meurt au combat, trahie par ses soldats sur la planète Felucia.
Gracieuse et athlétique, elle est maîtresse dans l’art du combat au sabre laser. Vue comme une guerrière émérite, elle est régulièrement prise pour modèle lors de concours de cosplay.
Elle est créée en 2000 par le scénariste John Ostrander et la dessinatrice Jan Duursema pour la série de bande dessinée Star Wars: Republic. Aayla apparaît ensuite dans les épisodes II et III de la saga cinématographique et est interprétée par une employée de la société d’effets spéciaux Industrial Light & Magic. Elle est le seul personnage créé dans une bande dessinée Star Wars à être apparu par la suite dans des films de la franchise.
En plus des mises en roman des films L’Attaque des clones et La Revanche des Sith, Aayla Secura apparaît dans de nombreuses bandes dessinées mais aussi dans des séries télévisées, jeux vidéo et en figurines.

## Univers
À la suite du rachat de la société Lucasfilm par The Walt Disney Company, tous les éléments racontés dans les produits dérivés datant d'avant le 26 avril 2014 ont été déclarés comme étant en dehors du canon et ont été regroupés sous l’appellation « Star Wars Légendes ».
L'univers de Star Wars se déroule dans une galaxie qui est le théâtre d'affrontements entre les Chevaliers Jedi et les Seigneurs noirs des Sith, personnes sensibles à la Force, un champ énergétique mystérieux leur procurant des pouvoirs psychiques. Les Jedi maîtrisent le Côté lumineux de la Force, pouvoir bénéfique et défensif, pour maintenir la paix dans la galaxie. Les Sith utilisent le Côté obscur, pouvoir nuisible et destructeur, pour leurs usages personnels et pour dominer la galaxie.
Pour amener la paix, une République galactique a été fondée, avec pour capitale la planète Coruscant. Mais, tout au long de son existence, la République est secouée par des sécessions et des guerres. Ce fut le cas en 32 av. BY lors des événements narrés dans le film La Menace fantôme.

## Histoire

### AvantL'Attaque des clones
Selon l'univers « Légendes » 

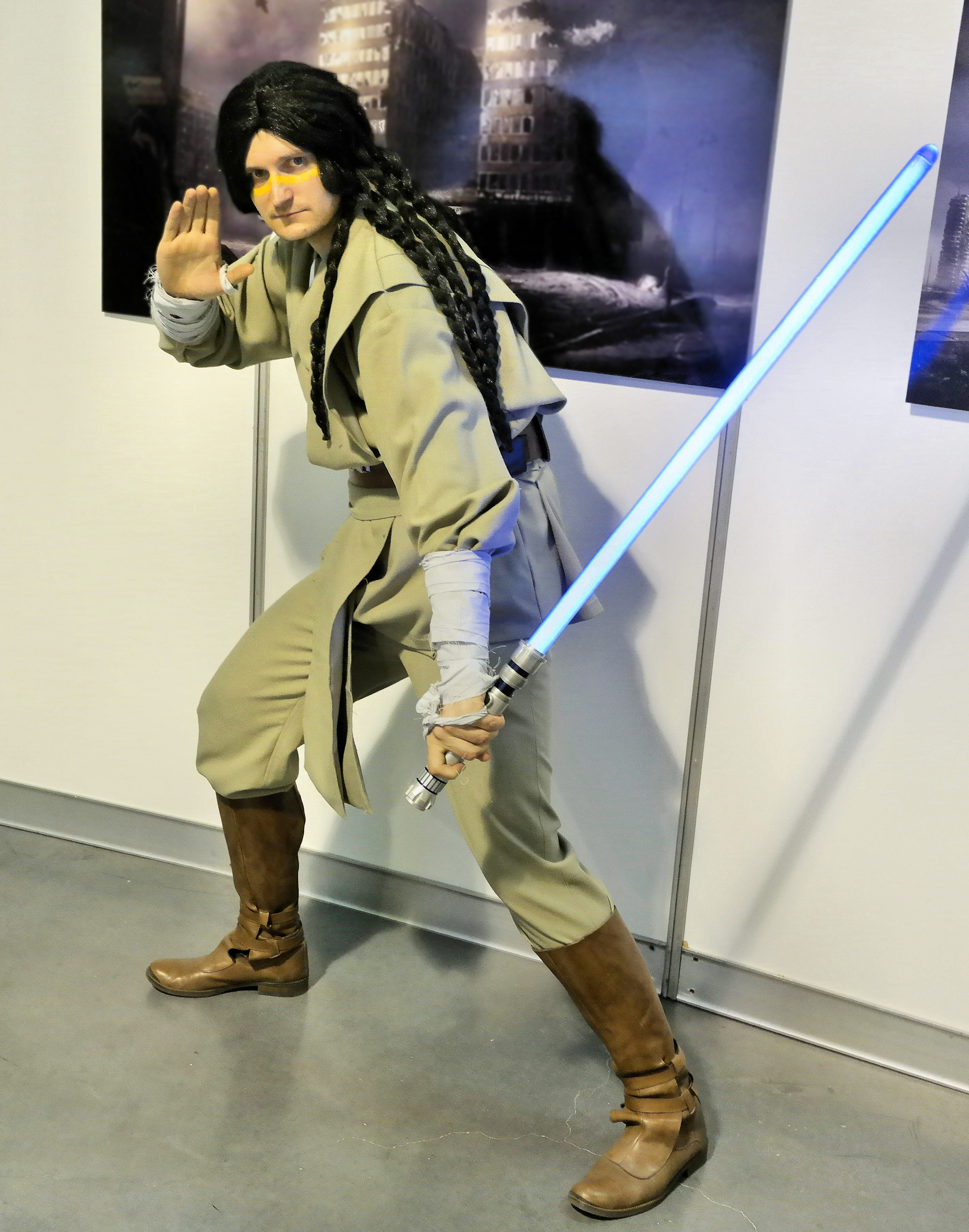
Cosplay du Jedi Quinlan Vos.

Aayla est une Twi’lek née en 48 av. BY sur la planète désertique de Ryloth dans l’une des principales familles dirigeantes : les Secura. Malheureusement sur Ryloth, les femmes, même issues des grandes familles, sont considérées comme inférieures. Elles sont souvent utilisées pour conclure des alliances et même données en esclavage. Aayla est ainsi vendue à l'âge de deux ans à un puissant commerçant Hutt client de sa famille. Par chance, alors qu’elle allait être emmenée par son nouveau propriétaire, elle croise le chemin du Jedi Tholme et de l’apprenti de celui-ci Quinlan Vos. Les deux hommes découvrent qu’elle maîtrise la Force et persuadent la famille Secura de les laisser partir avec Aayla au temple Jedi pour qu’elle y soit formée,.
Quelques années plus tard, après que Quinlan Vos a accédé au statut de Jedi, il obtient qu’Aayla devienne son apprentie. En 31 av. BY, leur première mission commune, une enquête pour démanteler un trafic de stupéfiants sur Ryloth, tourne rapidement mal. Pol Secura, le propre oncle d’Aayla, impliqué dans l’affaire, parvient à les droguer afin de leur faire perdre la mémoire. Vos est expédié sur une autre planète tandis qu’Aayla, amnésique, est retenue dans le palais de son oncle. Quelque temps plus tard, Vos retrouve ses souvenirs et tente de délivrer son apprentie. Pol se dispute alors avec Vos qui en vient aux mains. Aayla tente de les séparer en les poussant. Pol tombe alors du balcon du palais et s'écrase mortellement quelques mètres plus bas,.
Rendue folle de douleur et toujours amnésique, Aayla quitte la planète pour errer dans la Galaxie. En 30 av., attirée par l’esprit du puissant Jedi déchu Volfe Karkko, elle finit sa course sur la planète prison de Kiffex. Enfermé depuis plusieurs siècles dans un sarcophage cryogénique, le Jedi promet à Aayla de l’aider à se venger de Vos contre sa libération. Arrivé sur place, Quinlan Vos affronte son apprentie au sabre laser. Durant le combat, Vos explique à Aayla les causes de son amnésie. Troublée, la jeune Twi’lek stoppe le combat avant de commettre l’irréparable. Déçu par ce revirement, Volfe Karkko foudroie avec la Force Aayla puis tente de se charger lui-même de Vos. Mais, il n’y parvient pas et est finalement tué par lui,.
Blessée mais encore vivante, Aayla est ramenée au Temple Jedi de la planète Coruscant où elle retrouve pleinement sa mémoire et réintègre l’ordre mais plus sous l’apprentissage de Vos, les maîtres Jedi préférant éloigner les deux anciens adversaires. C’est donc Tholme, l’ancien maître de Vos qui se charge de parfaire l’éducation de la Twi’lek,.
Deux ans plus tard, en 28 av. BY, elle retrouve Vos lors d’une mission de sauvetage sur la planète Kintan, où son cousin Nat Secura est retenu en otage par des mercenaires à la solde de Kh'aris Fenn, un dissident d’une famille rivale des Secura. Vos et Aayla parviennent à libérer Nat mais laissent échapper Fenn. Malgré ce bémol, le conseil des Jedi décide de récompenser Aayla en lui accordant le rang de Chevalier Jedi,,.

### L'Attaque des clones
Influencés par le maléfique comte Dooku, des milliers de systèmes planétaires menacent de faire sécession de la République galactique. La principale opposante à ce projet, la sénatrice et ancienne reine Padmé Amidala, est alors visée par plusieurs tentatives d’assassinat. Elle est finalement capturée en compagnie du Jedi Obi-Wan Kenobi et de l'apprenti de celui-ci Anakin Skywalker sur la planète Géonosis. Prévenu, le conseil des Jedi envoie des chevaliers pour les sauver. C’est le puissant Mace Windu qui est désigné pour mener cette mission à bien. Il emmène avec lui les Jedi les plus doués en maniement du sabre laser dont fait partie Aayla Secura,.
Mais le sauvetage tourne mal car Dooku a une armée à disposition et la plupart des Jedi périssent en l’affrontant. Les rares survivants dont Kenobi, Skywalker, Amidala, Windu et Secura sont alors rassemblés pour être exécutés. L’intervention d’une armée de soldats clones menée par le maître Jedi Yoda permet leur sauvetage in extremis,. Mystérieusement créée par un Jedi décédé pour le compte de la République, cette grande armée balaye les forces séparatistes mais ne parvient pas à arrêter les principaux chefs de l’opposition. Ceux-ci se disséminent dans la galaxie pour mobiliser de nombreuses armées contre la République. La Guerre des clones est ainsi lancée,.

### La Guerre des clones
Selon l'univers « Légendes ».

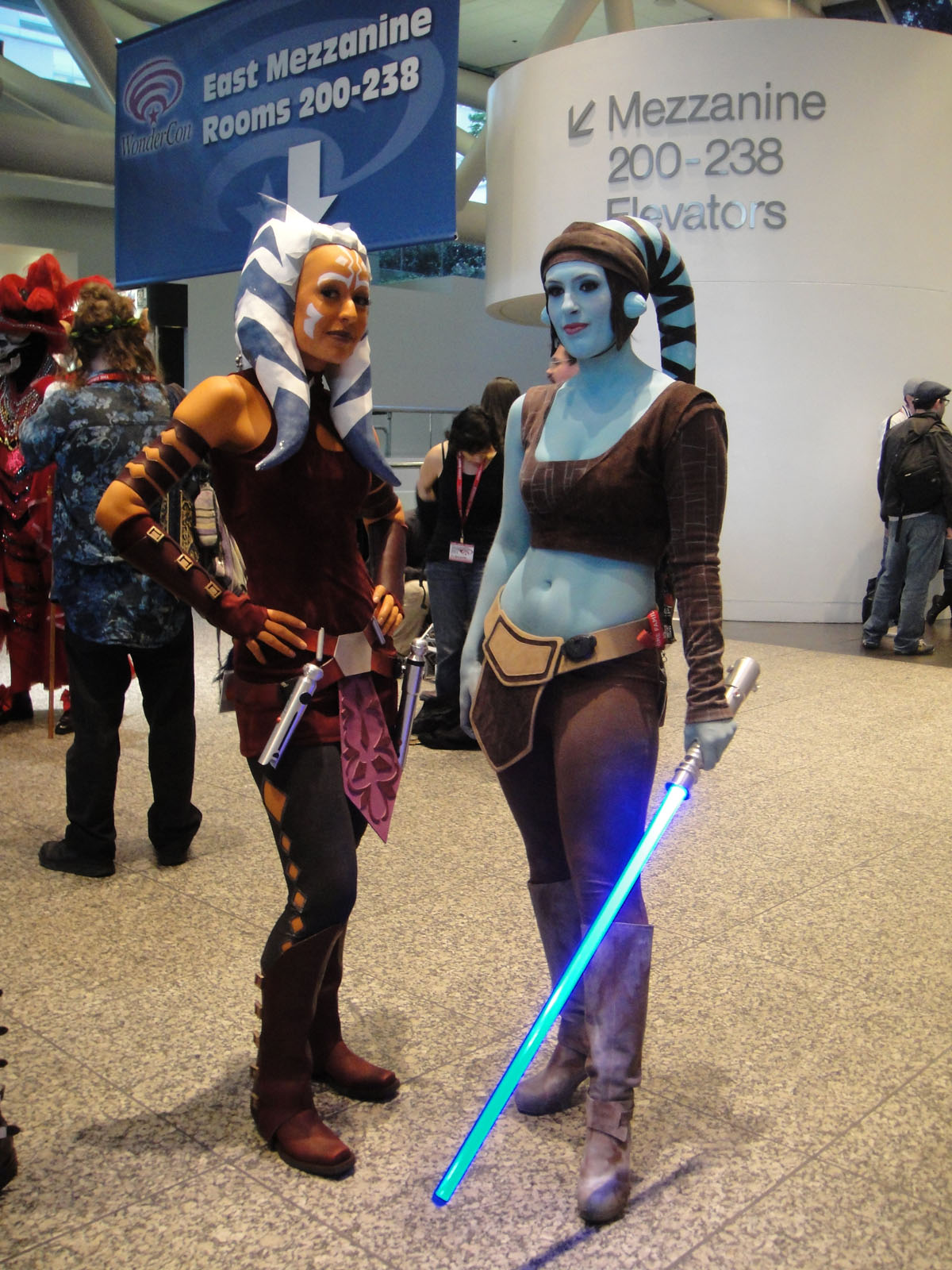
Cosplay de l'apprentie Jedi Ahsoka Tano et d'Aayla Secura.

Après la bataille de Géonosis, Aayla Secura est affectée en compagnie d'Obi-Wan Kenobi et Anakin Skywalker à la défense de Kamino, la planète de production des soldats clones,. Puis, à l’instar d’autres Jedi, Aayla est promue général de la nouvelle armée républicaine. Elle y est secondée par le commandant clone Bly. Ainsi, lors d’une bataille spatiale les frégates d’Aayla Secura et celle du général Anakin Skywalker sont endommagées et doivent s’échouer sur la planète de Maridun. Blessé lors de la manœuvre, Anakin est emmené par son apprentie Ahsoka Tano et par Aayla auprès des Lurmens, les pacifiques autochtones de la planète pour qu'ils le soignent. Peu après, le général séparatiste Lok Durd arrive sur la planète pour y tester une nouvelle arme défoliante. Craignant pour la survie des Lurmens, Anakin, Ahsoka et Aayla attaquent les séparatistes, mettent hors d’état l’arme et arrêtent Durd.
Aayla est ensuite affectée avec un détachement de soldats sur le satellite naturel Cavamina Minor pour arrêter un trafiquant d'armes et profiteur de guerre. Elle y est alors victime d’un accident aérien. Seule survivante, la jeune femme est secourue par Shon-Ju un ancien apprenti Jedi déchu. Ce dernier aide Aayla à s’introduire dans la base du trafiquant mais perdant ses moyens, Shon-Ju tente de tuer le criminel. La Jedi n'a d'autre choix que de s'interposer et lors de l'affrontement coupe les deux mains de l'ancien apprenti.
De retour chez les siens, la Jedi est envoyée en mission sur la planète Devaron pour y arrêter la tueuse de Jedi Aurra Sing. Après cela, en 21 av. BY, Aayla retrouve le commandant Bly. Ils sont alors chargés de se rendre sur la planète Honoghr pour y contacter Quinlan Vos alors que ce dernier était censé avoir fait défection de l'ordre Jedi. En réalité, il s'agit d'une ruse de Vos pour s'infiltrer auprès du Comte Dooku, le chef des séparatistes et y gagner sa confiance. En 20 av. BY, la Jedi effectue une courte mission d'infiltration sur la planète Trigalis puis rejoint les troupes de la République galactique qui assiège la planète séparatiste Saleucami. Infiltré parmi les ennemis, Quinlan Vos aide Aayla et les Jedi qui mènent le siège à défaire les séparatistes.

### La Revanche des Sith
Le chancelier suprême de la République Palpatine, véritable instigateur de la création de l'armée des clones, est secrètement un maître Sith. Son apprenti n'est autre que le comte Dooku. Après l'élimination de ce dernier en 19 av. BY, Palpatine corrompt le Jedi Anakin Skywalker pour qu'il soit son nouvel apprenti sous le nom de Dark Vador. Tandis que ce dernier est chargé par son nouveau maître d'éliminer les chefs séparatistes, le chancelier suprême demande aux soldats clones de tuer tous les Jedi. Aayla Secura, alors en mission sur la planète Felucia, est ainsi tuée par derrière par Bly, son propre second. Une fois les séparatistes et les Jedi éliminés, Palpatine met officiellement fin à la guerre et se fait ensuite sacrer empereur de la galaxie.
Concernant la mort de Secura, le commandant Bly indique dans son rapport de mission qu’elle a été abattue car elle empoisonnait les réserves d’eau de la planète Felucia.

## Caractéristiques
Aayla est une Twi’lek à peau bleue. Comme toutes les personnes de son espèce, elle possède une paire de tentacules préhensiles qui poussent à la base du crâne. Les Twi'leks appellent ces appendices lekku. Ils peuvent s'en servir pour communiquer à distance.
Aayla est gracieuse, forte, très athlétique et maîtrise parfaitement le sabre laser, l’arme officielle des Jedi. Elle est même l’une des spécialistes d’une forme de combat au sabre nommée « Djem So ». Contrairement aux autres Jedi, qui portent une toge, la Twi’lek privilégie une légère tenue moulante, et des bottes de combat. La Guerre des clones lui permet également de révèler ses talents de meneuse d’hommes et de tacticienne. Intelligente et espiègle, ses sentiments l’ont aussi parfois amenée à frôler le Côté obscur de la Force,.

## Concept et création
Pour accompagner la sortie du film La Menace fantôme au cinéma en 1999, l’éditeur de comics Dark Horse lance un nouveau titre d’abord nommé simplement Star Wars puis rebaptisé Star Wars: Republic par la suite. Le premier numéro sort le 16 décembre 1998. Les premiers albums de la série mettent en scène, le Jedi Ki-Adi-Mundi, un personnage introduit dans La Menace Fantôme. À partir du numéro 19 paru le 28 juin 2000, un autre héros est mis en avant, il s’agit du Jedi Quinlan Vos. Si l’apparence de ce dernier est reprise d’après celle d’un figurant de La Menace Fantôme, son histoire est entièrement due à l’imagination du scénariste John Ostrander. Pour accompagner le héros, le scénariste lui imagine, une apprentie. La dessinatrice Jan Duursema lui donne dans un premier temps une tête de poisson mais change rapidement pour lui donner l’apparence d’une Twi’lek à l’image du personnage d’Oola, le premier personnage de cette espèce créer en 1981 par George Lucas pour le film Le Retour du Jedi. Le prénom Aayla est une déclinaison de celui d’Oola. Pour le nom, Ostrander l’emprunte à un autre Twi’lek, Nat Secura qui est créé en 1995 par l’écrivain Shayne Bell pour l’histoire courte Bib Fortuna’s Tale du recueil Tales from Jabba’s Palace. Ostrander fait ensuite de ce Nat un cousin d’Aayla dans l’aventure Rite de passage.
Aayla ne doit être au départ présent que lors de la première aventure de Quinlan Vos, Ostrander pensant la tuer à la fin de l'album Mémoire obscure. Mais la fille de la dessinatrice et co-créatrice du personnage, Jan Duursema, s'attache au personnage et demande aux auteurs de la conserver pour les aventures suivantes. À partir du numéro 32 publié le 24 juillet 2001, Aayla est mise en avant dans une nouvelle aventure nommée Ténèbres cette fois comme antagoniste de son maître Jedi.

## Interprétation

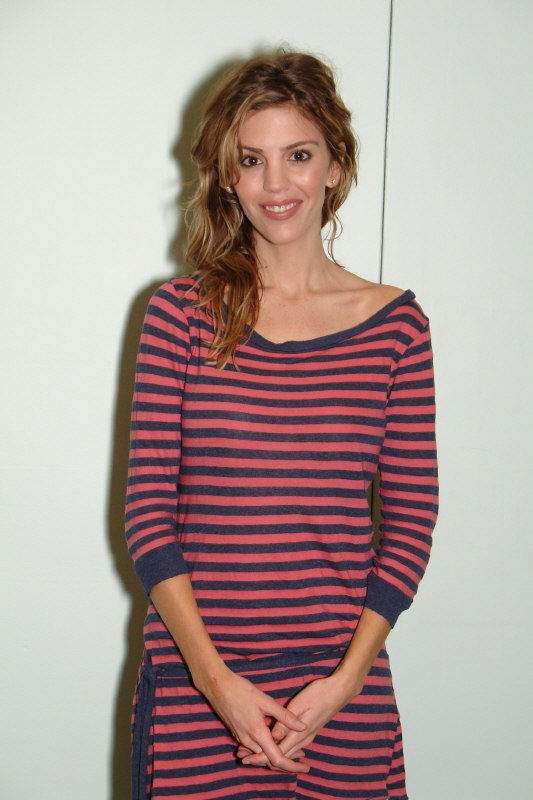
Amy Allen, l'interprète d'Aalya Secura dans L'Attaque des clones et La Revanche des Sith.

La couverture du numéro 33 du 22 août 2001 de Star Wars: Republic signée par le dessinateur Jon Foster et représentant Aayla en guerrière Jedi retient particulièrement l'attention de George Lucas. Convaincu par le charisme du personnage, le réalisateur intègre la Jedi au film L'Attaque des clones. Le 20 décembre 2001, le site officiel StarWars.com annonce que l'héroïne dessinée apparaîtra en chair et en os dans le prochain film. Comme le rôle ne comporte pas de dialogue, Lucas n'engage pas d'actrice. Il le confie à Amy Allen, une employée de sa société d’effets spéciaux Industrial Light & Magic. Amy Allen comme d'autres employés de la société sont régulièrement utilisés comme figurants dans d'autres scènes de ce film. Allen a déjà figuré une Twi'lek bleue dans la version remaniée du film La Menace Fantôme pour la sortie du DVD en 2001. Elle dit d'ailleurs à ce propos:

« Il n'y a rien de mieux que d'être couverte de peinture et habillée de fibre élastique devant les collègues ! »

La jeune femme a notamment travaillé comme assistante de production sur Pearl Harbor, AI intelligence artificielle et Jurassic Park III. La dessinatrice Jan Duursema indique qu'elle est frappée par la ressemblance du visage d'Allen avec celui du personnage qu'elle a créé.

## Adaptations
En plus des films et de leurs mises en roman en bande dessinée et en roman, Aayla Secura apparaît de nombreuses fois dans son support originel, la bande dessinée mais aussi dans plusieurs produits dérivés de la saga Star Wars.

### Bande dessinée et livres
La Jedi est présente dans de nombreux albums de bande dessinée essentiellement issus de la série Star Wars: Republic et publiés en français dans les séries Jedi (1. Mémoire obscure, 2. Ténèbres, 4. La Guerre de Stark et 3. Rite de passage) puis Clone Wars (1. La Défense de Kamino, 4. Lumière et Ténèbres, 6. Démonstration de Force, 7. Les Cuirassés de Rendili, 8. Obsession, 9. Le Siège de Saleucami et 10. Épilogue). Elle apparaît ensuite furtivement dans Parallèles, le second album de Dark Times, la série qui fait suite à Clone Wars, dans l'album Dark Maul - Fils de Dathomir de la série Le Côté obscur et dans un flashback dans Luke Skywalker, le troisième album de la série Icones.
Elle évolue aussi dans les mini-albums jeunesse Clone Wars épisodes 5 et 10 et The Clone Wars aventures 5, ainsi que dans quatre bandes dessinées en ligne et une nouvelle inédites en français. Ces aventures jeunesses sont toutes des produits dérivés des séries animées Clone Wars (2003-2005) et The Clone Wars (2008-2014).

### Télévision
Aayla Secura apparaît en 2004 et en 2005 dans les chapitres 20 à 22 de la série d’animation Clone Wars. Elle revient ensuite en 2009 dans la série Star Wars: The Clone Wars. Elle y est l'héroïne au côté d’Anakin Skywalker et d'Ahsoka Tano de deux épisodes de la première saison (13. Le Crash et 14. Les Défenseurs de la paix).

« Une forte conviction peut être plus puissante que n'importe quelle armée. »

— Aayla Secura à Ahsoka Tano
Il s’agit de sa première apparition avec un doublage vocale. La voie d’Aayla est interprétée en version originale par Jennifer Hale avec un accent typiquement français. C’est George Lucas qui a décidé de lui donner cette spécificité linguistique. Par la suite, tous les personnages de Twi’lek présents dans les séries The Clone Wars et Star Wars Rebels sont dotés du même accent. Ces épisodes sont aussi l’occasion pour le superviseur de la réalisation Dave Filoni de s’approprier le personnage. Il la présente comme une femme forte, sûre de la philosophie Jedi. Elle y est également représentée comme une grande sœur pour la jeune héroïne Ahsoka Tano.
Elle revient plus anecdotiquement ensuite dans trois épisodes de la deuxième saison (les 1, 19 et 21) puis dans trois de la cinquième (10, 11 et 18) et enfin dans deux de la sixième (11 et 12).

### Jeux vidéo
En 2005, Aayla Secura est présente dans le jeu vidéo de tir à la première personne Star Wars: Battlefront 2 développé par Pandemic Studios et édité par LucasArts. Elle est l'un des personnages jouable et contrairement aux films et aux bandes dessinées, elle y utilise deux sabres, un vert et un bleu.
Elle apparaît également dans Star Wars: The Clone Wars - Les Héros de la République, un jeu d'action et de plateforme développé par Krome Studios en 2009 et dans le jeu en ligne Star Wars: Clone Wars Adventures développé par Sony Online Entertainment en 2010. Ces deux jeux sont des produits dérivés de la série animée Star Wars: The Clone Wars. Le premier propose Aayla comme personnage jouable tandis que le second offre seulement la possibilité de l’affronter au sabre laser. Il est également possible de l’affronter dans le mode duel du jeu Star Wars : Le Pouvoir de la Force développé par LucasArts en 2008. Elle est également un personnage du jeu Star Wars : Les Héros de la galaxie sorti en 2015.

### Figurines
En 2003, pour accompagner la sortie du film L’Attaque des clones, Hasbro produit de nombreuses figurines des personnages du film dont une d’Aayla Secura. En 2005, deux autres figurines d’Aayla sont produites pour accompagner la sortie du film La Revanche des Sith. L'une de deux est la version en hologramme translucide du personnage. En 2010, une figurine du personnage dans sa version de la série d'animation The Clone Wars est produite accompagnée de lunettes, de masque à gaz et d'un harnais de protection. En 2012, une nouvelle version très détaillée du personnage est présenté par Hasbro. En 2006, c'est la société Gentle Giant qui produit un mini buste d'Aayla Secura se préparant à frapper avec son sabre laser.
Une figurine d'Aayla a également été créée par Lego pour la collection Lego Star Wars en 2010 pour la boite numéro 8 909 Clone Turbo Tank,. En 2017, c'est la marque Funko qui commercialise une figurine bobblehead d'Aayla.

## Accueil
Aayla Secura est souvent mentionnée pour son « physique plutôt avantageux » et son côté sexy. Son interprète, Amy Allen, la voit ainsi que les autres femmes de l'univers Star Wars comme un modèle de force et d'inspiration. Dans les conventions de fans comme Star Wars Celebration, le personnage est souvent repris par les petites filles qui la voient comme une guerrière. Allen la décrit également comme coriace et possédant un « écrasant sens du devoir » dans un monde dominé par les hommes. Elle est vue également comme un personnage qui n'hésite pas à écouter son cœur quitte à se trouver dans des situations délicates.

Cosplay d'enfants en Aayla Secura.
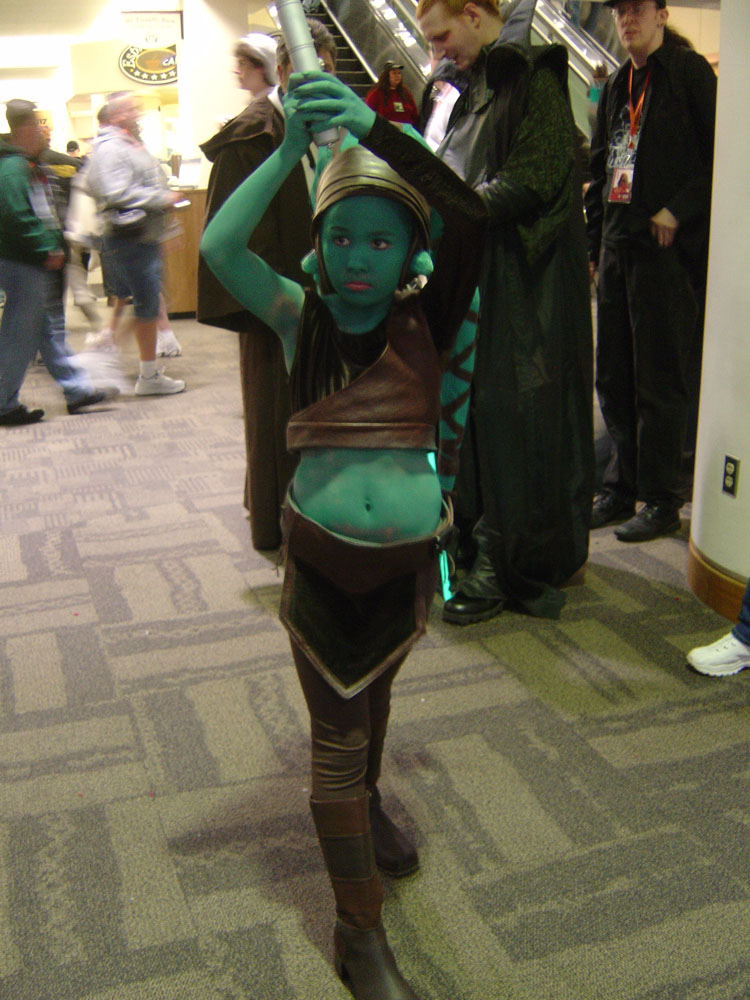
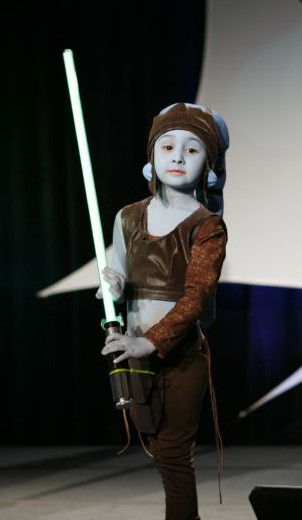
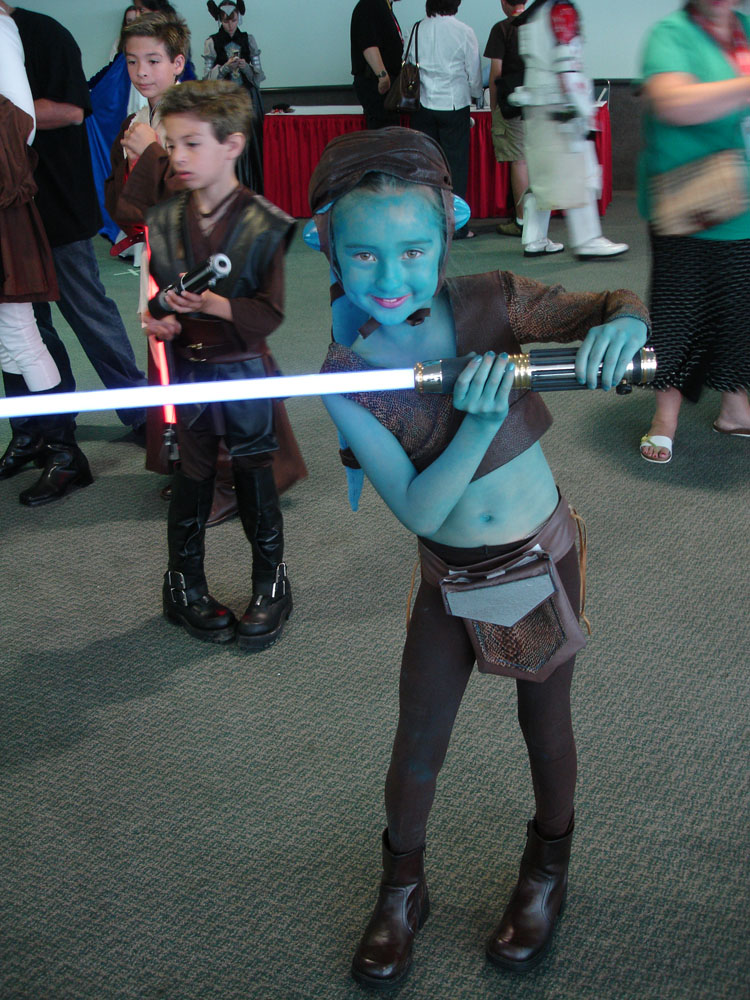